# Айзкраукле
Айзкраукле (произношение) (на латвийски: Aizkraukle) е град в централна Латвия, намиращ се в историческите области Земгале и Видземе. Градът е административен център на район Айзкраукле. Айзкраукле се намира на около 90 km от столицата Рига и е разположен на десния бряг на река Даугава.

## История
Районът на Айзкраукле е населен от хиляди години, доказано с множеството гробни места открити при археологически разкопки. Десният (северен) и по-висок бряг на Даугава принадлежи към областта Видземе, докато областта на южния бряг е Курземе. Някога тук са се намирали поземлена собственост на рицарски орден, както и енория, които са носели името Ашераден (латвийски: Ашкере), название, която обозначава, че точно тук се влива левият приток на Даугава. С построяването на рицарския замък и прилежащите му постройки през 13 век Ашераден получава статут на град. Векове след това от това населено място останало в историята с името Ашкере са останали само руини.
Сегашният град Айзкраукле, построен върху руините на средновековното селище, е построен през 1960 като малко селище, където да се настанят работниците, наети за строежа на хидроелектрическата централа в Плявиняс. Построеното селище се казва Стучка, по името на тогавашния президент на Латвийската ССР Петерис Стучка. По-голямата част от града е построена още тогава и затова архитектурата на Айзкраукле е в духа на 60-те и 70-те. През 1967 някогашното малко селце, построено специално за работниците на водната централа получава статут на град. През 1991 след настъпилите бурни реформи и разпадането на Съветския съюз името на града е променено. Стучка се преименува на Айзкраукле, на името на едно малка епархия в близост до града. През 2001 Айзкраукле става административен център на едноименния район.

## Забележителности
- Музей Кална Зиеди, по името на стар чифлик намирал се там.
- Запазеният ствол на дъбово дърво, където са се извършвали езически ритуали.
- Развалините на замъка Ашкере

## Побратимени градове
- Епщайн, Германия
- Биржай, Литва
- Кишкунхалаш, Унгария